# Liberty Square (Magic Kingdom)

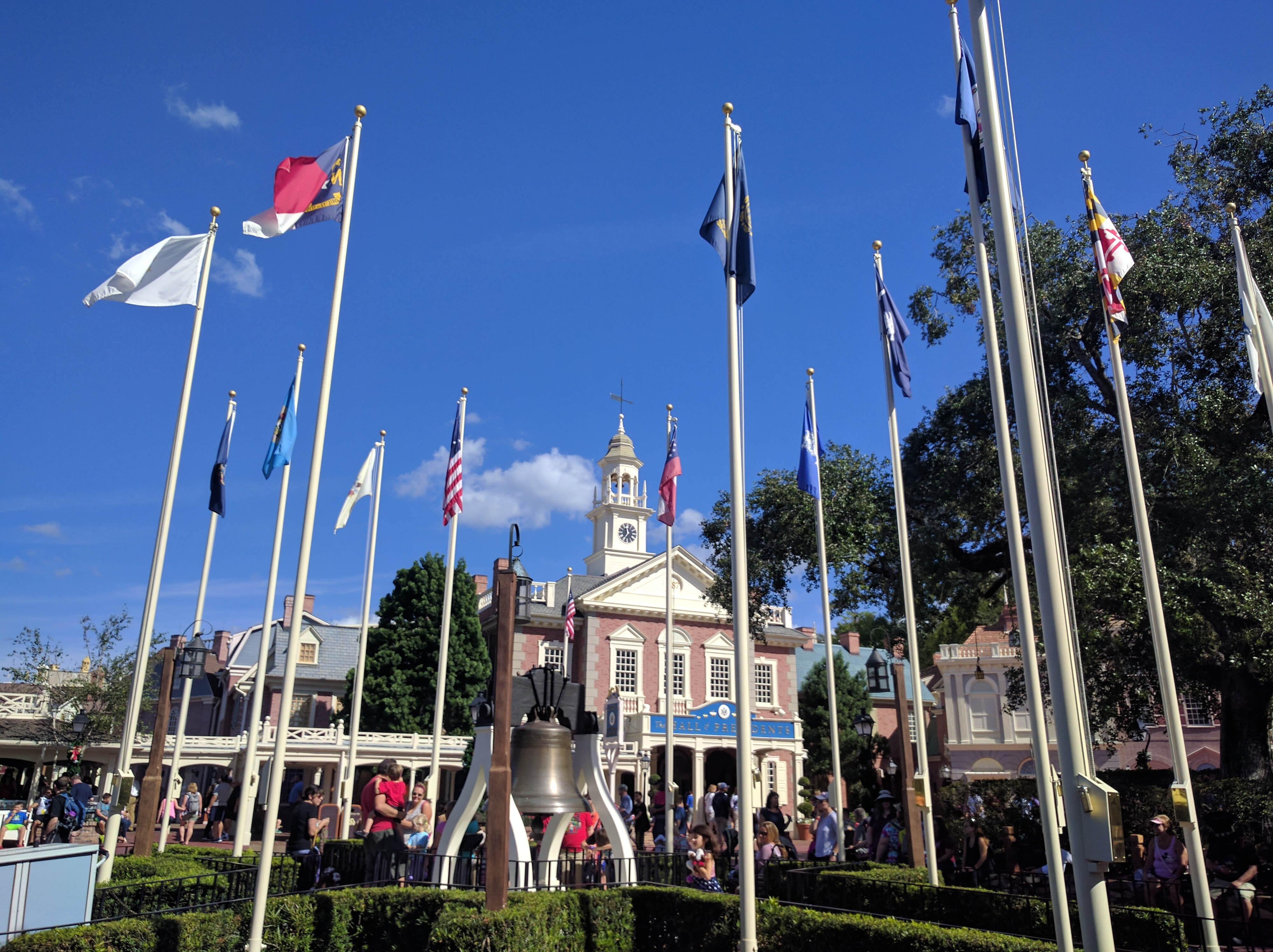
Hall of Presidents no dia das eleições nos Estados Unidos de 2016

A Liberty Square é uma das seis "terras temáticas" e é exclusiva do Magic Kingdom, um parque temático do Walt Disney World Resort em Bay Lake, Flórida. Com tema inspirado na América colonial, a Liberty Square contém réplicas do Sino da Liberdade e da Árvore da Liberdade. Uma das atrações mais populares do Magic Kingdom, a Haunted Mansion, está localizada nessa área. Presidindo a praça está o Hall of Presidents, um show de história americana que apresenta uma figura de Audio-Animatronics de cada presidente dos Estados Unidos.

## História

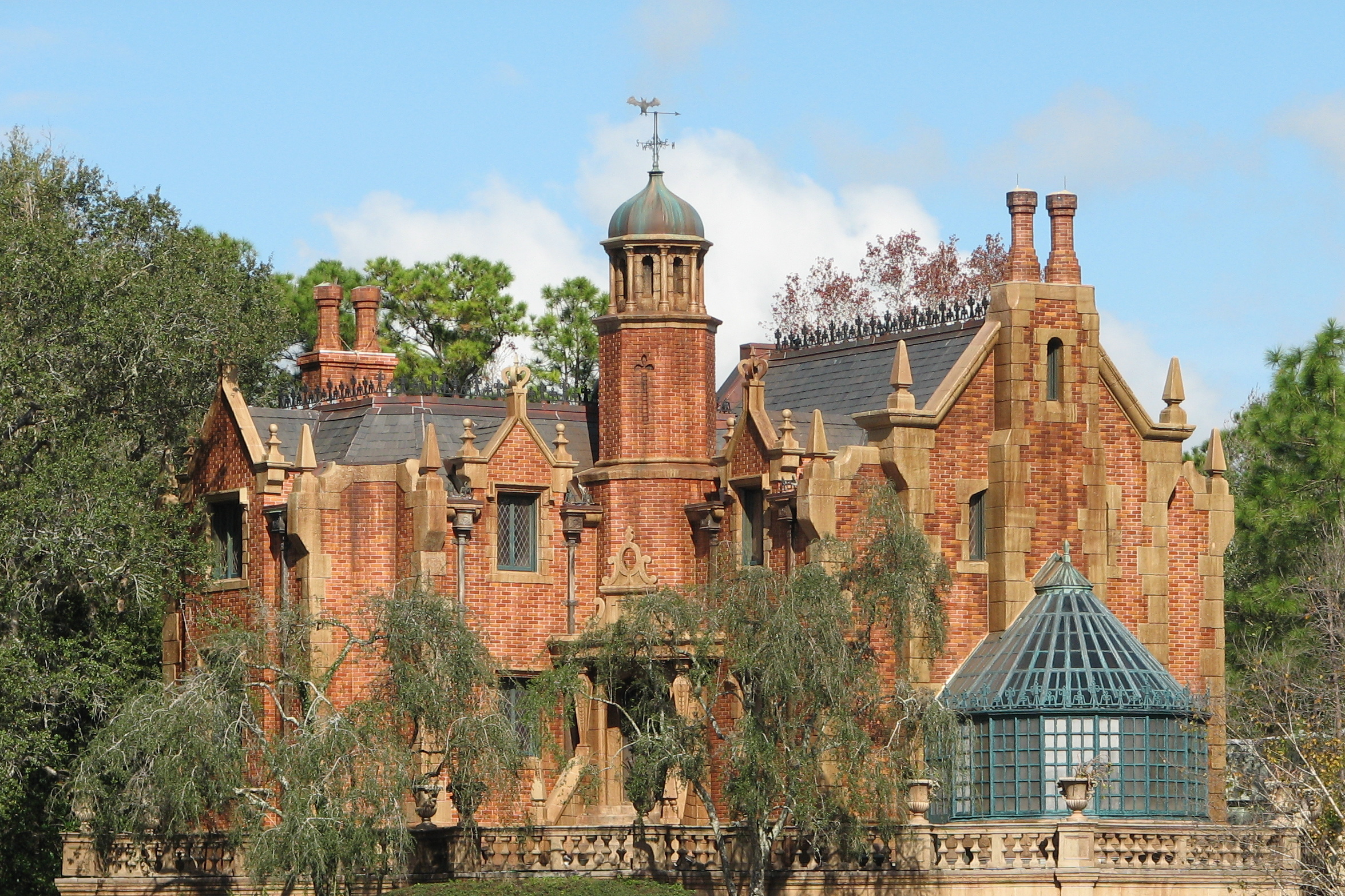
The Haunted Mansion

Originalmente concebida como um anexo da Main Street USA para a Disneyland em Anaheim, com o nome de Liberty Street, a ideia foi revisitada quando o Magic Kingdom estava sendo projetado no final da década de 1960. Surgiu a necessidade de uma área análoga, mas distinta, da New Orleans Square na Disneyland. A Walt Disney Imagineering optou por um tema americano do início do século XVIII, com foco especial na Guerra Revolucionária Americana, já que o Bicentenário ocorreria em 1976.
A Liberty Square foi inaugurada como parte do Magic Kingdom e da grande inauguração do Walt Disney World em 1º de outubro de 1971, como uma das seis áreas temáticas originais. Ela está localizada no canto noroeste, fazendo fronteira com Fantasyland e Frontierland. A Square também tem pontes para o hub central do parque, bem como para a Adventureland. Formando sua fronteira oeste está o Rivers of America, no qual viaja o Liberty Belle. É também o menor terreno por área de visitantes no Magic Kingdom.
A temática da Square é abrangente e precisa para o período, desde as principais homenagens arquitetônicas e de engenharia até as pequenas antiguidades e artefatos espalhados pelas diversas atrações e locais de refeições.
Em 28 de julho de 2016, foi anunciado que um novo show ao vivo, The Muppets Present...Great Moments in American History, estrelado pelos Muppets, seria apresentado na área externa do Hall of Presidents em outubro de 2016. O show foi realizado durante todo o dia, com os Muppets compartilhando sua própria visão da história americana e uma nova música. O show foi interrompido em 2019.
Na D23 Expo, em agosto de 2024, foi anunciado que uma seção da Frontierland será transformada em uma área com o tema da natureza selvagem americana da franquia Carros da Pixar, que substituirá a Tom Sawyer Island e o Rivers of America, juntamente com o Liberty Belle Riverboat. Em junho de 2025, foi anunciado que a Tom Sawyer Island, o Rivers of America e o Liberty Belle fechariam em 7 de julho de 2025.

## Projeto

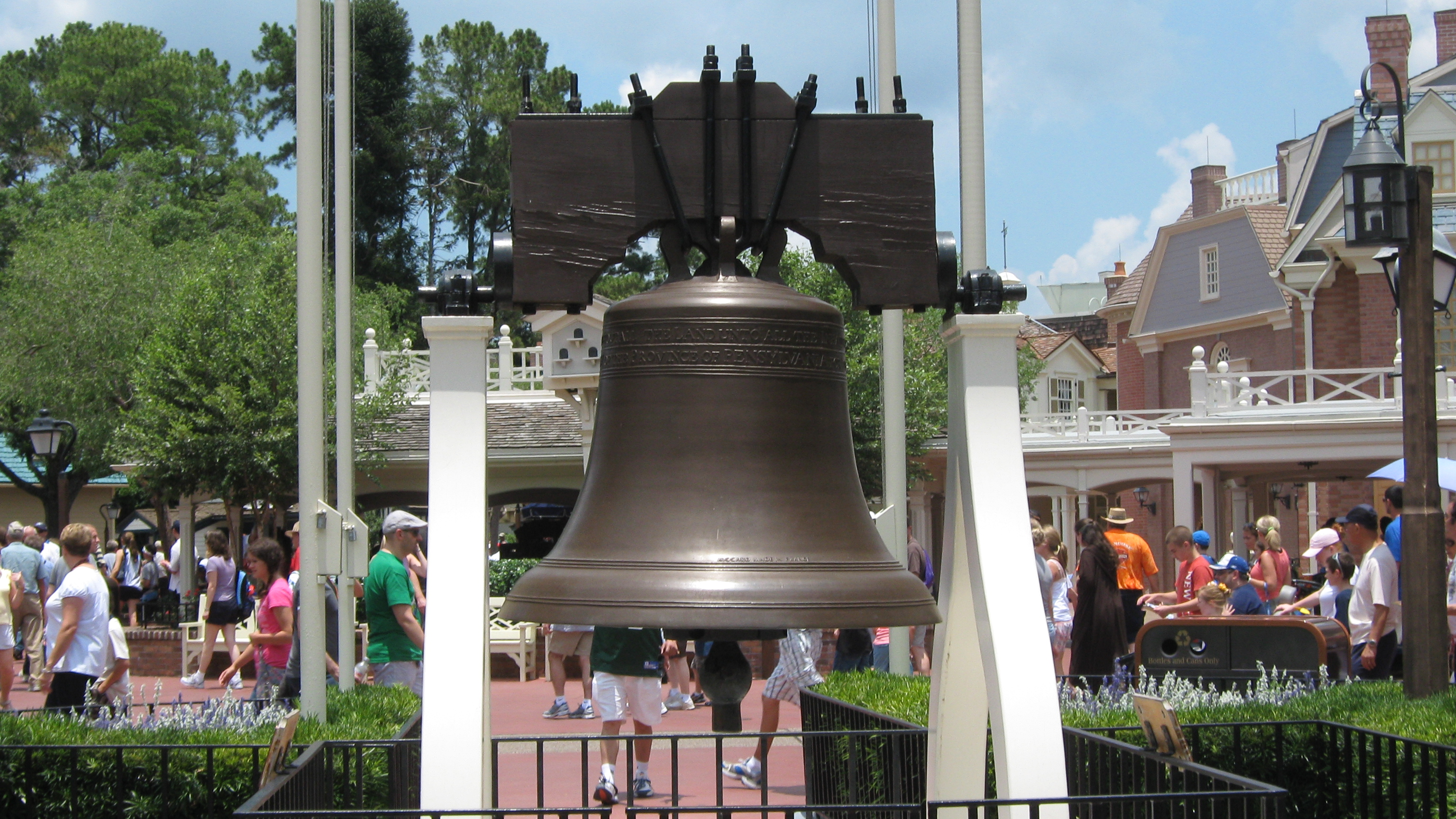
Réplica do Sino da Liberdade da Liberty Square

- A Liberty Square inicia uma progressão arquitetônica ao longo da história e geograficamente nos Estados Unidos. Essa progressão começa com a Haunted Mansion (década de 1770 ou 80, no norte do estado de Nova Iorque) e segue no sentido horário ao redor dos Rivers of America até a Frontierland, terminando na Big Thunder Mountain Railroad (década de 1880, sul da Califórnia).
- Uma réplica da House of Burgesses apresenta as lanternas de Paul Revere que significam "dois se pelo mar" em uma janela no andar de cima.
- A Árvore da Liberdade é um carvalho real de 100 anos encontrado na propriedade e transplantado, com um carvalho mais jovem enxertado na base.
- A réplica do Sino da Liberdade foi moldada a partir do molde do Sino da Liberdade real em 1989. Uma lenda urbana afirma falsamente que esse é um dos dois sinos fundidos a partir desse molde, mas há muitos outros que também foram fundidos a partir dele. Outra lenda urbana afirma que esse sino foi fundido para a Pensilvânia, como um dos 50 fundidos para estados em 1976. De acordo com a lenda, a Pensilvânia o deu ao Walt Disney World, pois eles já tinham o original. No entanto, a réplica da Pensilvânia está localizada em Allentown.[8][9][10]
- Há representações arquitetônicas de cada uma das Treze Colônias originais.
- As bandeiras estaduais de cada um dos 13 estados originais, bem como a bandeira americana, são hasteadas em uma praça no centro da Liberty Square.

## Detalhes do terreno
| Observação: ▲ = Genie Plus / Lightning Lane disponível Restaurantes com serviço de mesa - Liberty Tree Tavern - Restaurante com tema colonial americano. Comida de serviço rápido - Columbia Harbour House - um local de serviço rápido de dois andares com tema náutico. - Sleepy Hollow Refreshments - nomeado em homenagem a The Legend of Sleepy Hollow, que foi adaptado para o filme da Disney de 1949, The Adventures of Ichabod and Mr. Toad. - Liberty Square Market - um mercado de fazendeiros ao ar livre, o principal local para pernas de peru. Atrações - The Hall of Presidents Passeios - The Haunted Mansion ▲ Pontos de interesse - The Enchanted Glade Gazebo - localizado atrás da Christmas Shoppe, usado principalmente para cumprimentos de personagens. - Heritage House - anteriormente uma loja de presentes, agora serve como balcão de Guest Relations. - Réplicas da Árvore da Liberdade e do Sino da Liberdade estão localizadas no centro da Liberty Square. - Artefatos históricos de vários presidentes e primeiras-damas estão em exibição no saguão do Hall of Presidents. Mercadoria - Memento Mori - especializada em mercadorias da Haunted Manson. - Ye Old Christmas Shoppe - uma loja de Natal da Disney que funciona o ano todo. A loja possui uma estação de ornamentos personalizados. - Liberty Square Parasol Cart - oferece guarda-sóis especiais e personalizados. - Liberty Square Caricature & Cameo Cart |

### Antigos
- Rivers of America
  - Admiral Joe Fowler Riverboat (1971–1980)
  - Mike Fink Keel Boats (1971–2001)
  - Liberty Belle Riverboat (1973–2025)
- The Muppets Present...Great Moments in American History (2016–2020)